# Organotrofia
Em Biologia, a organotrofia (ou organotrofismo) consiste na obtenção de hidrogénio ou electrões a partir de substratos orgânicos por parte de organismos ditos organotróficos. A organotrofia é um tipo de quimiotrofia, em que organismos não conseguem fixar dióxido de carbono como fonte de carbono (ao contrário dos organismos autotróficos).
A maioria dos procariontes, assim como todos os eucariontes não fototróficos, são organotróficos.